# Шарльбур-Руаяль

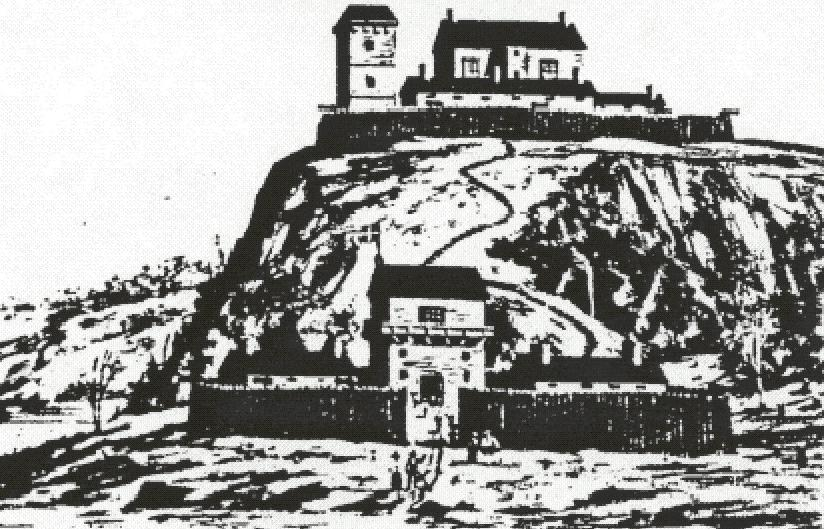
Зарисовка форта (1542 г.)

Форт Шарльбур-Руаяль — укреплённое поселение, которое основал летом 1541 в ходе своего третьего и последнего путешествия французский исследователь Жак Картье. Посёлок располагался на мысу Кап-Руж близ города Квебек, и был первой попыткой Франции основать колонию в Северной Америке. Число жителей составляло около 400 человек. Состоял из Верхнего форта, а также Нижнего, расположенного близ устья реки Кап-Руж. Верхний форт, построенный на высоте 40 метров, представлял собой стратегическую оборонительную позицию, в то время как Нижний служил как место для потенциальной пристани для судов. У двух фортов было три башни. Шарльбур-Руаяль был назван в честь Карла II, герцога Орлеанского, третьего сына короля Франциска I.
В первую зиму погибло 35 мужчин из числа людей Картье. Форт Шарльбур-Руаяль был заброшен в сентябре 1543 из-за суровых погодных условий, цинги и нападений соседних ирокезов из Стадаконы и других поселений.
В августе 2006 года, премьер Квебека Жан Шаре и группа канадских археологов под руководством Ива Кретьена объявили об обнаружении останков поселения, считавшегося давно потерянным. Кретьен определил его местоположение благодаря фрагментам декорированной керамической тарелки в итальянском стиле, изготовленной около 1540—1550 гг., и шести образцам древесины, которую лаборатория в США датировала серединой XVI века.